# Mayken Coecke

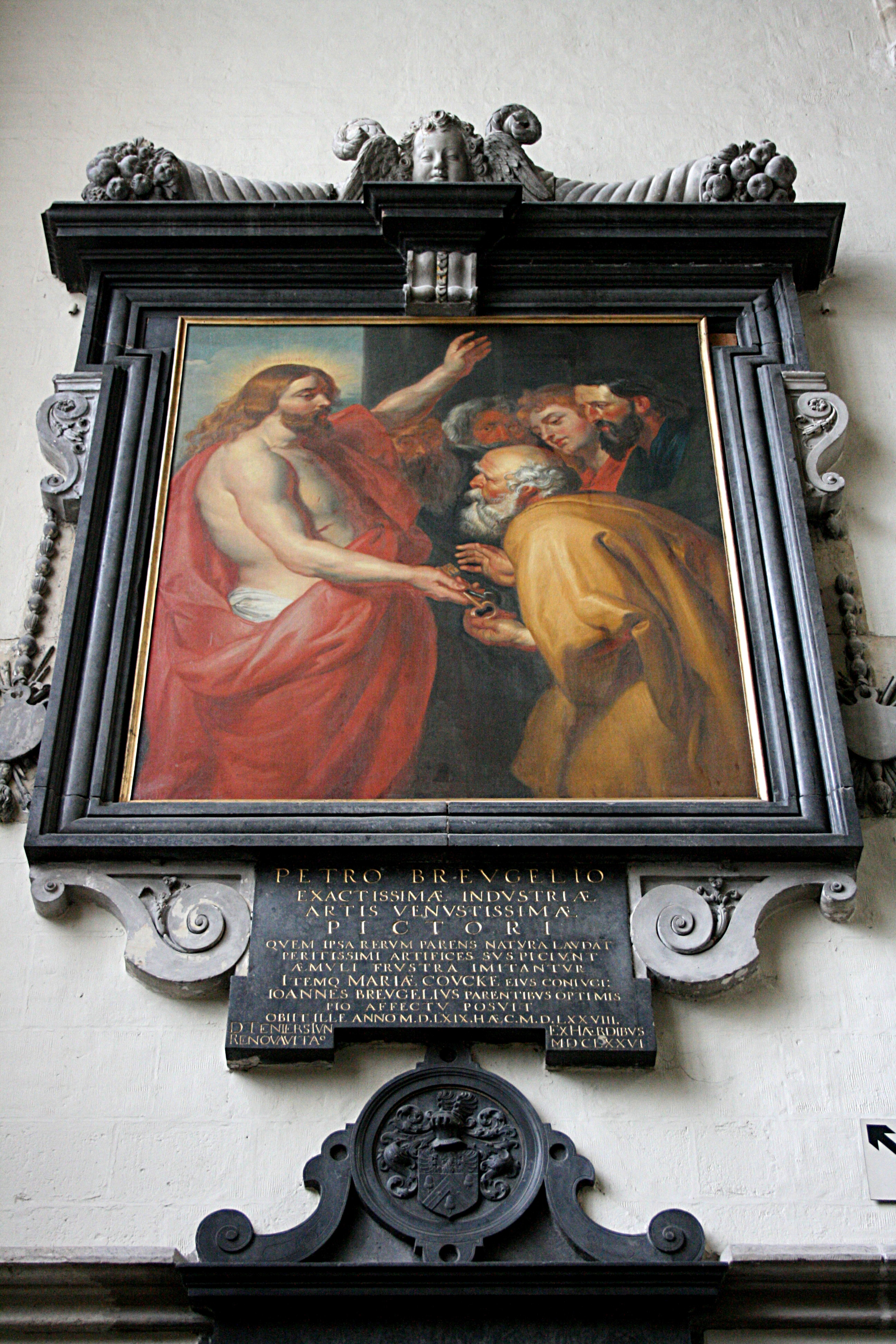
Plava conmemorativa en la Iglesia de Capilla que honra Maria Coucke y su marido Pieter Bruegel el Mayor. La pintura Christus geeft de sleutels aan Sint Pieter era un original Peter Paul Rubens, el trabajo actual en la exhibición en la iglesia es una copia.

Mayken Coecke (Bruselas?, ca. 1545 – Bruselas, 1578) o Maria Coecke era la hija de Pieter Coecke van Aelst y Mayken Verhulst. Mayken se casó con Pieter Bruegel el Viejo en 1563. Bruegel fue aprendiz de Pieter Coecke van Aelst, artista de renombre de Amberes reubicado en Bruselas.
Tuvieron tres niños: Pieter Brueghel el Joven (nacido en 1564/65), Maria (nacida en 1566) y Jan Brueghel el Viejo (nacido en 1568). Sus hijos más tarde se conocieron como "Helse Brueghel" y "Fluwelen Brueghel".
Mayken Coecke se menciona a ella misma como pintora en un manuscrito del siglo XVII de Mechelen.
Mayken murió en 1578. Está enterrada junto a su marido en la Chapel Church, su hijo Jan Brueghel el Viejo proporcionó la iglesia con un placa en honor a sus padres.